# ジレンマ (SURFACEの曲)
『ジレンマ』は、SURFACEの2枚目のシングル。1998年8月26日にマーキュリー・ミュージックエンタテインメントよりリリースされた。

## 概要
前作『それじゃあバイバイ』から約3か月ぶりにリリースされた、1998年2枚目のシングルである。「ジレンマ」は、TBS系『COUNT DOWN TV』の1998年8月度のエンディングテーマとなっていた。

## 収録曲
1. ジレンマ
作詞:椎名慶治、作曲:永谷喬夫・椎名慶治、編曲:SURFACE
2. ひとつになっちゃえ
作詞:椎名慶治、作曲:永谷喬夫・椎名慶治、編曲:SURFACE
3. ジレンマ (original karaoke)
4. ひとつになっちゃえ (original karaoke)